# Георги Баждаров
Георги Димков Баждаров е български революционер, учител и журналист, деец на Вътрешната македоно-одринска революционна организация, задграничен представител на ВМРО. Известен с псевдоними като Облаков, Брут, Катон, Н. Шушлаков, Петйо Георгиев, Петьофи, Спартак. Негов фонд с документи се съхранява в Държавна агенция „Архиви“.

## Биография

### Във ВМОРО
Георги Баждаров е роден на 8 февруари 1881 година в сярското село Горно Броди, тогава в Османската империя. Образованието си получава в Солунската българска мъжка гимназия (1896 – 1899) и Битолската гимназия (1899 – 1900), където заедно с Търпен Марков, Андрей Казепов, Георги Христов и Георги Тодоров основава ученически революционен кръжок на Българското тайно революционно братство, начело с Марков..
Учителства в село Крушево, Демирхисарско през 1900 – 1901 година и е член на Демирхисарския околийски революционен комитет. След 1901 година е четник при Яне Сандански, от май 1902 до октомври 1903 година е секретар в четата на Илия Кърчовалията, а по-късно е в четата на Атанас Тешовски. През лятото на 1903 година е делегат от Сярско на конгреса на Серския революционен окръг. Участва в Илинденско-Преображенското въстание.
След въстанието се установява в България и в 1906 година завършва история и география в Софийския университет.
В учебната 1907/1908 година преподава в Разградската мъжка гимназия.
След Младотурската революция през 1908 година учителства в Солунската българска гимназия (1908 – 1913) и е сред основателите на Съюза на българските конституционни клубове, като е член на градското бюро на партията в Солун. Участва в учредителния конгрес на Съюза на българските учители в Отоманската империя в 1909 година и във втория му конгрес през 1910 година. Редактира вестниците „Учителски глас“ (1910 – 1912) и „Искра“ (1911 – 1912).
Делегат е от Солун на Първия общ събор на Българската матица в Солун от 20 до 22 април 1910 година.
След Междусъюзническата война в 1913 година се изселва в София. От 1913 до 1915 година е учител във Варна, а от 1915 – 1916 и от 1918 до 1920 – в София. Автор е на „Революционната борба в Македония“, издадена в 1917 година.
По случай 15-ата годишнина от Илинденско-Преображенското въстание за заслуги към постигане на българския идеал в Македония през Първата световна война в 1918 година, Георги Баждаров е награден с орден „Свети Александър“ VІ степен.

### Във ВМРО
На Учредителния събор на македонските бежански братства, провел се от 22 до 25 ноември 1918 година в София, е представител на Сярското братство и е избран за секретар на Изпълнителния комитет на Съюза на македонските емигрантски организации. Комитетът изпраща през февруари 1919 година до Парижката мирна конференция „Мемоар“, в който се иска присъединяване на Македония към България или, ако това е невъзможно – Самостоятелна Македония под покровителството на Великите сили.
В 1921 година, като представител от миряните на Сярска епархия, Баждаров е член на Втория църковно-народен събор, заседавал под председателството на Неофит Видински между 6 и 28 февруари и отново от 11 май до 15 август. Участва като делегат от Петровското македонско братство в обединителния конгрес на Македонската федеративна организация и Съюза на македонските емигрантски организации от януари 1923 година.
Георги Баждаров е масон. След възстановяването на ВМРО той е избран за член на Задграничното представителство на ВМРО и през 1925 година на Шестия конгрес на ВМРО в село Сърбиново е преизбран на същия пост, заедно с Наум Томалевски и Кирил Пърличев. Той е един от противниците на опитите на комунистическите сили да овладеят ВМРО и през 1924 година се противопоставя на Майския манифест. От 1919 до 1923 година е главен редактор на вестник „Македония“. В 1923 година издава книгата „Духът на Македония“.
Георги Баждаров е един от основателите на Македонския научен институт и негов подпредседател. Редактор е на списанието на института „Македонски преглед“. В 1929 година издава книгата „Горно Броди“, първи и трети том от спомените си през 1929 година, а втори остава за по-късно. Както сам казва:
| „ | Втората книга от спомените ми оставям да напиша след третата, защото третата е по-важна, по-поучителна. Ако съм жив, ще напиша после и втората част (1903 – 1918 г.) | “ |

След убийството на Александър Протогеров на 7 юли 1928 година е един от водачите на протогеровисткото крило и редактира протогеровистката версия на вестник „Свобода или смърт“. Баждаров е убит от михайловистите Борис Чавдаров и К. Василев на 19 септември 1929 година във Варна. Единият от охранителите му Вълкан Милев също загива, а двама са ранени. Сред конкретните причини за убийството са активните контакти на Баждаров с водача на Военния съюз Дамян Велчев. Според Георги Попхристов организатор на убийството е Пандил Шишков, заради което и той е убит в отговор.
- Томовъ, А. и Г. Баждаровъ. Революционната борба въ Македония.   София, Библиотека „Балкански въпроси“, книга 2, Командитно книгоиздателско дружество Ал. Паскалевъ и С-ие, 1917.
- Баждаровъ, Г. Духътъ на Македония. Сборникъ отъ биографии и характеристики на македонски революционери.   София, Печатница П. Глушкоъ, 1923.
- Bajdaroff, G. La Question Macédonienne dans le passé et le présent.   Sofia, Imprimirie „Balkan“, 1923.
- Baschdaroff, G. Die Makedonische Frage.   Makedonishe Studentenvereine im Auslande. Makedonische Bücherei №2, 1925.
- Баждаровъ, Г. Изъ македонската земя. Впечатления и бележки.   София, Издава Македонскиятъ Наученъ Институтъ. Македонска библиотека, №6, Печатница П. Глушковъ, 1926.
- Баждаровъ, Г. Македонскиятъ въпросъ вчера и днесъ.   София, Издава Македонскиятъ Наученъ Институтъ. Македонска библиотека, №6, Печатница П. Глушковъ, второ издание, 1927.
- Баждаровъ, Г. Горно Броди.   София, Печатница П. Глушковъ, 1929.

- „Българин (политико-обществен вестник)“, брой 1, Солун, 1912 година
- "Пътни бележки; Прилеп и сръбският режим", публикувано във в. „Родина“, брой 692, Скопйе, 1918 година
- Баждаровъ, Г. Духътъ на Македония. Сборникъ отъ биографии и характеристики на македонски революционери.   София, Печатница П. Глушкоъ, 1923.
- Bajdaroff, G. La Question Macédonienne dans le passé et le présent.   Sofia, Imprimirie „Balkan“, 1923.
- Баждаровъ, Г. Изъ македонската земя. Впечатления и бележки.   София, Издава Македонскиятъ Наученъ Институтъ. Македонска библиотека, №6, Печатница П. Глушковъ, 1926.
- Baschdaroff, G. Die Makedonische Frage.   Makedonishe Studentenvereine im Auslande. Makedonische Bücherei №2, 1925.
- Баждаровъ, Г. Горно Броди.   София, Печатница П. Глушковъ, 1929.
- "Македонският въпрос вчера и днес", София, 1927 година
- "От банкер - дипломат", публикувано във в-к "Свобода или смърт. В. М. Р. О. Революционен лист", год. III, бр. 57, 15 октомври 1927 година
- "Преди петнадесет години и сега", публикувано във в-к "Македония", год. II, бр. 515, София, 29 юни 1928 година
- "Крали Марко, прилепчани и сърбите", публикувано във в-к "Македония", год. I, бр. 89, София, 28 януари 1927 година
- "Гоце Делчев (спомен)", публикувано във в. "Независима Македония", брой 11, София, 1923 година
- "Леон Ламуш за Македония (По случай 30 годишнината на книжовната му и обществена деятелност)", публикувано в сп. "Македония. Политическо, научно и литературно списание", год. I, книга IV, София, април 1922 година
- "Войните и Македонския въпрос", публикувано в сп. "Македония. Политическо, научно и литературно списание", год. I, книга IV, София, април 1922 година
- "Произход на Македонския въпрос", публикувано в сп. "Македония. Политическо, научно и литературно списание", год. I, книга I, София, януари 1922 година
- "Годишнината на Илинденското въстание в Скопйе", публикувано във в. "Родина", брой 404, Скопйе, 1917 година
- "Македонският въпрос днес", публикувано в сп. "Македония. Политическо, научно и литературно списание", год. I, книга V, София, 30 май 1922 година
- "Трима братя войводи; Прилеп и революционната борба", публикувано във в. "Родина", бр. 689, Скопйе, 1918 година
- "Българските Конституционни Клубове", публикувано във в-к "Отечество", год. I, бр. 3, Солун, 28 февруари 1909 година
- "† Дедо Илия Кърчовалията", публикувано във в. "Родина", брой 641, Скопйе, 1918 година
- "Пътни бележки; Прилеп и сръбският режим", публикувано във в. "Родина", брой 692, Скопйе, 1918 година
- "Превратът в Белград", публикувано във в-к "Свобода или смърт. В. М. Р. О. Революционен лист", год. V, бр. 94, София, 1 юли 1929 година
- "Новият султанат на Балканите", публикувано във в-к "Свобода или смърт", год. V, бр. 95, 15 юли 1929 година
- "Българският учителски съюз в Отоманското царство", публикувано в сп. "Летоструй", год. III, Солун, 1911 година
- "В памят на Добри Чинтулов", публикувано в сп. „Македония“, София, 30 октомври 1922 година
- "Дългът на младите", публикувано във в-к "Устрем. Орган на Съюза на македонските младежки културно-просветни организации в България", год. I, бр. 19, София, 15 април 1924 година